# Fuentespreadas
Fuentespreadas es un municipio de España en la provincia de Zamora, y la comunidad autónoma de Castilla y León.

## Geografía
Forma parte de la comarca de la Tierra del Vino, limitando al norte con Jambrina y El Piñero, al sur con El Maderal, al este con San Miguel de la Ribera y Argujillo y al oeste con Cuelgamures y Santa Clara de Avedillo.

## Toponimia y gentilicio
Se registran formas similares a la actual durante el Medioevo. Una cita en latín de 1233 muestra el locativo, probablemente cultista Fontibus Predatis. En el participio de la segunda parte del nombre puede descubrirse un derivado del latín “praedata-“ (robada), del verbo “praedō“ ([yo] saqueo), forma vulgar de praedor, -ārī, cuyo valor semántico precisa, en este contexto romance, alguna aclaración. Un descendiente directo es el portugués “prear” (saquear), acepción también común en el castellano antiguo. Son descendientes también el castellano y aragonés antiguos “prear” (robar), y el gallego “preá” (‘atracón, buen bocado). En leonés dialectal pervive la acepción “prear” y “priar” (echarse a perder, en particular referido a la fruta); también “priado” (estropeado, deteriorado, maltratado) en Maragatería. Véase el refrán aducido por Correas: “Al soldado, pan seko i vino preado”.
Puede en consecuencia interpretarse Fuentespreadas como “fuentes arruinadas, fuentes caídas”. Puede tratarse de un vestigio arqueológico encontrado por los repobladores medievales, una fuente abovedada o techada, tal vez de época tardorromana o visigótica, cuya estructura estuviera derruida en el momento de la designación. Hipótesis alternativa y no descartable sería interpretar Fuentespreadas como “fuentes cuya agua es no potable o de mal sabor”. Según otra opinión posterior, podría significar fuentes de poco valor.
El gentilicio de esta localidad es fuentesiano.

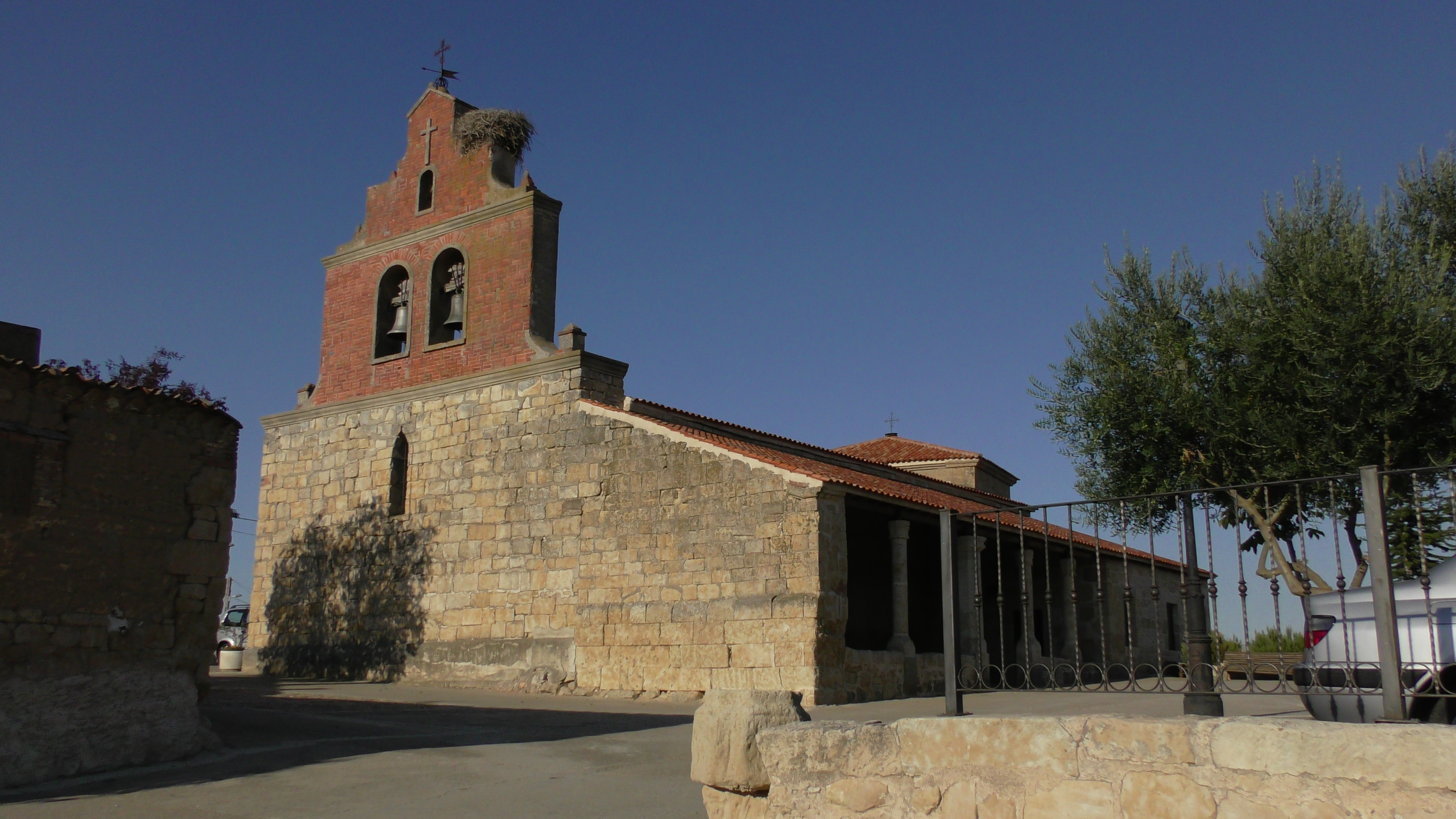
Iglesia parroquial.

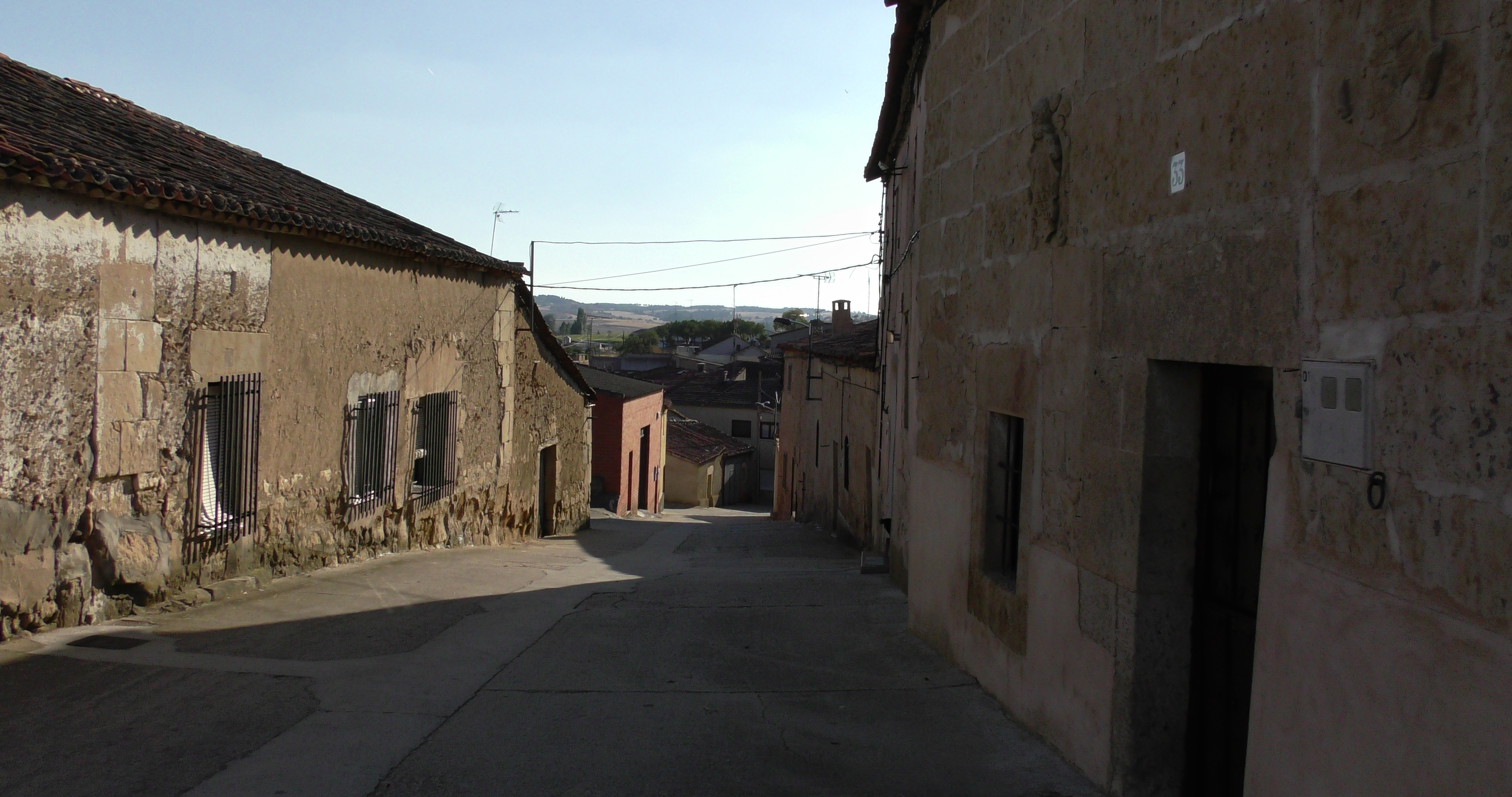
Calle del pueblo.

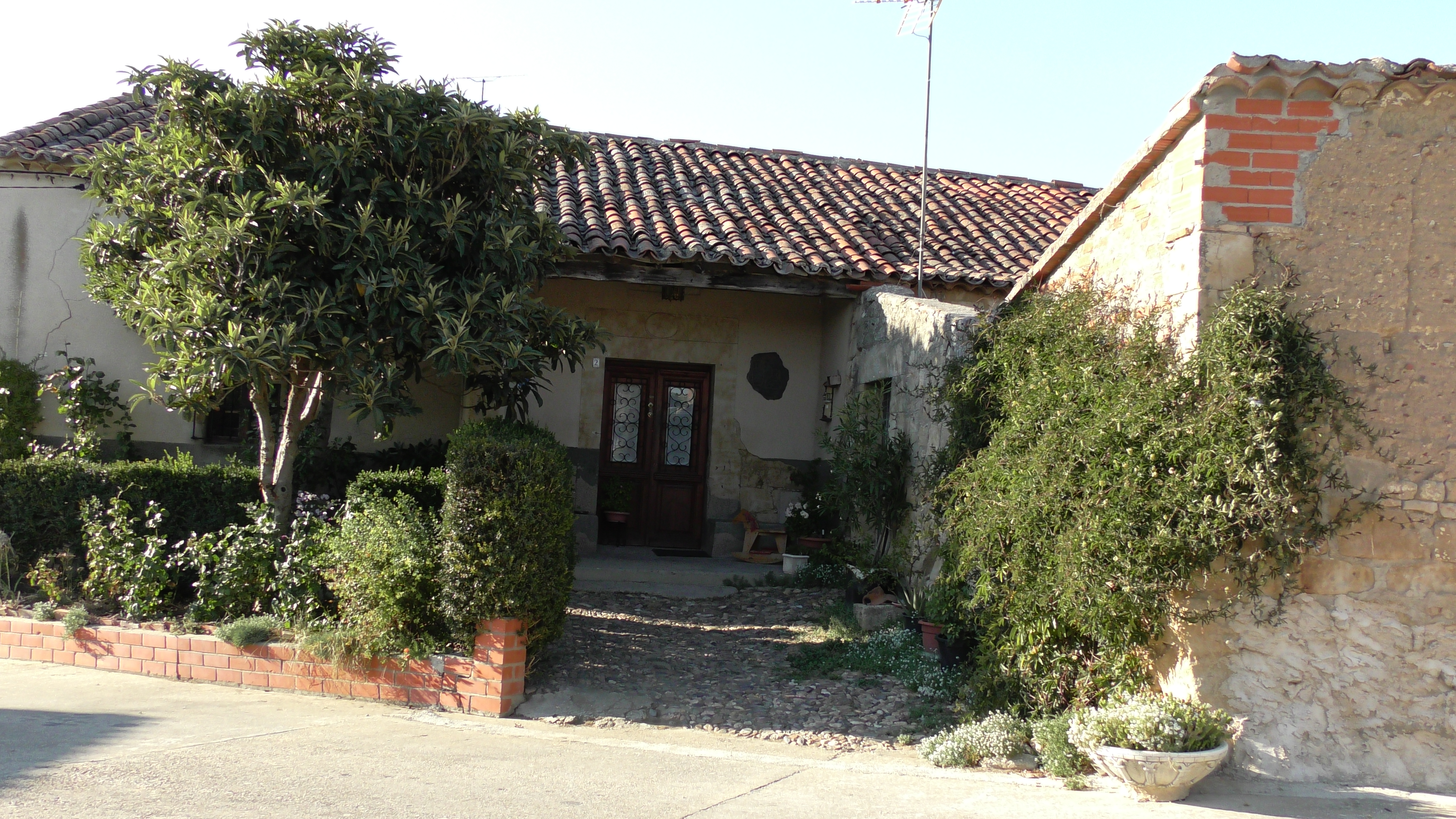
Vivienda próxima a la iglesia.

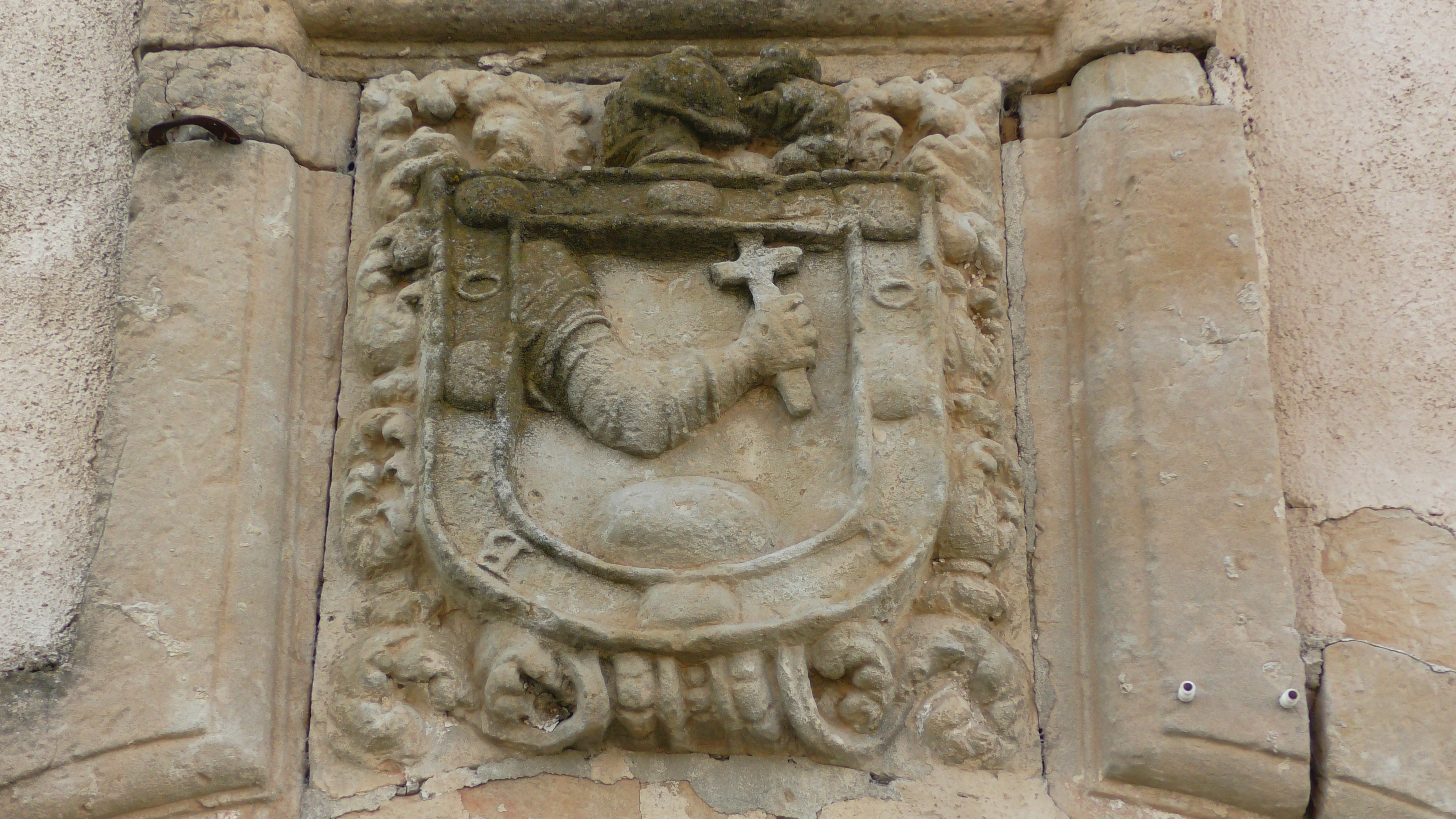
Escudo de casa en las proximidades de la iglesia.

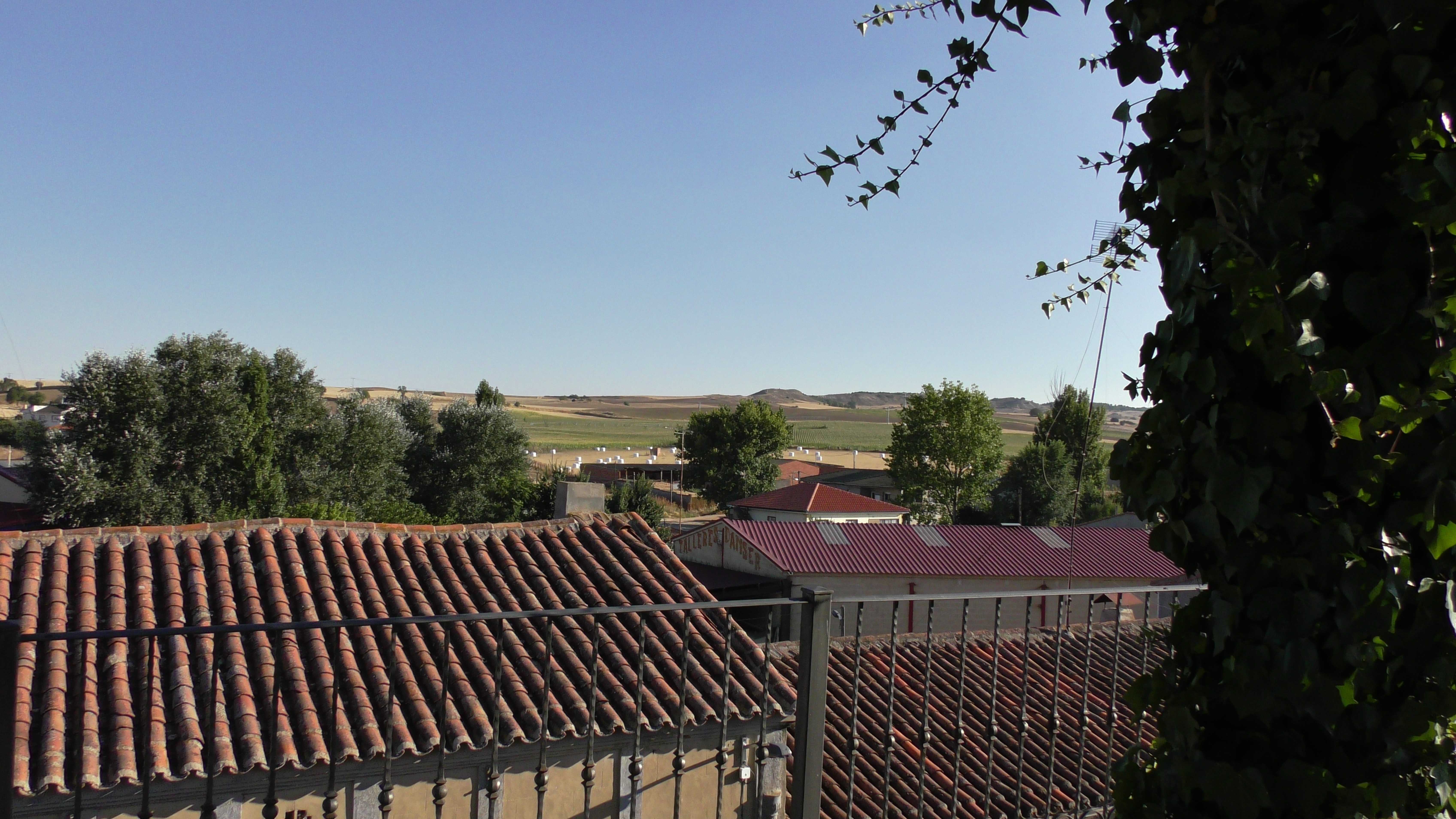
Panorama desde la iglesia.

## Historia
En el pueblo se han encontrado importantes restos arqueológicos de todas las épocas históricas, destacando el ajuar de la tumba de Fuentespreadas, que se exhibe en el Museo Arqueológico Nacional de Madrid.
En la Edad Media quedó integrado en el Reino de León, tomando cierta importancia al pasar por su territorio rutas de viajeros y comerciantes. En esta época el pueblo estuvo bajo la Orden de San Juan de Jerusalén y también bajo la Orden del Santo Sepulcro[cita requerida], llegando a contar con un hospital regido por la Orden de San Juan.
Durante la Edad Moderna Fuentespreadas estuvo integrado en el Partido del Vino de la provincia de Zamora, tal y como reflejaba en 1773 Tomás López en Mapa de la Provincia de Zamora. Así, al reestructurarse las provincias y crearse las actuales en 1833, la localidad se mantuvo en la provincia zamorana, dentro de la Región Leonesa, integrándose en 1834 en el partido judicial de Fuentesaúco, pasando tras la desaparición de este al partido judicial de Zamora.

## Geografía humana

### Demografía
Cuenta con una población de 290 habitantes (INE 2024).
| Gráfica de evolución demográfica de Fuentespreadas entre 1842 y 2021 |
| |
| Población de derecho según los censos de población del INE Población de hecho según los censos de población del INEEn estos censos se denominaba Fuentes Preadas: 1842, 1857 y 1860 |

| 407                | 398 | 388 | 380 | 374 | 368 | 357 | 345 | 342 | 330 | 329 |
| (Fuente: INE 2011) |     |     |     |     |     |     |     |     |     |     |

### Transportes
Atraviesa el municipio la carretera provincial ZA-611 que lo une en dirección noreste con El Piñero, Venialbo  y Toro y en dirección suroeste con Cuelgamures y El Cubo de Tierra del Vino, donde permite enlazar además con la carretera nacional N-630 que une Gijón con Sevilla así como a la autovía Ruta de la Plata, de igual recorrido que la anterior y que constituye el principal eje de transportes del oeste del país. 
Existe además una carretera local que conecta con Santa Clara de Avedillo.  
En cuanto al transporte público se refiere, tras el cierre del Ferrocarril Ruta de la Plata, que pasaba por el cercano municipio de El Cubo y tenía parada en el mismo, no existen servicios de tren en el municipio ni en los vecinos, ni tampoco línea regular con servicio de autobús, siendo las estaciones más cercanas las de Zamora capital. Por otro lado el aeropuerto de Salamanca es el más cercano, estando a unos 64 km de distancia.

## Patrimonio
Destaca la iglesia parroquial de San Cristóbal, que fue modelada originariamente con arenisca de la zona, aunque la espadaña ha tenido que ser reconstruida. El ábside es románico y el interior abovedado y artesonado. Hay un Crucifijo de tamaño superior al normal del siglo XIV o XV con faldilla, y otro Cristo -también con faldilla- de menor tamaño datado en el XV. Encontramos también imágenes de San Blas, San Roque y San Gregorio -del siglo XVI- en retablos laterales de un solo cuerpo con dos columnas de estilo barroco salomónico, mientras el retablo mayor es barroco sin demasiado valor. El titular es San Cristóbal junto al que se encuentra San Juan Bautista.
Paseando por las calles se pueden observar también escudos heráldicos en las portadas de algunas viviendas.

## Gastronomía
Legumbres como alubias, lentejas, garbanzos y el tradicional cocido conforman la dieta básica local, sin olvidar los productos obtenidos de la matanza del cerdo.

## Fiestas
El primer domingo de octubre se celebra las fiestas patronales en honor de Nuestra Señora del Rosario, en las que además de las actividades religiosas propias, destacan los encierros a campo libre acompañados de otras modalidades de espectáculos taurinos, viacrucis de peñas, bailes, juegos infantiles, comida popular.
El día 26 de diciembre, los quintos de la localidad celebran sus fiestas, reflejo de antiguos ritos de iniciación.
El 2 de febrero se celebra la fiesta de las Candelas, el 3 de febrero San Blas, y el 5 de febrero Santa Águeda.
Desde el año 2004 se celebra el Mercado Romano "FONTIBVS PREDATIS", el tercer fin de semana de agosto.

## Personalidades
- Manuel García Amigo (1933-2012). Jurista y político, que llegó a ser Decano de la Facultad de Ciencias Políticas de la Universidad Complutense de Madrid y catedrático de Derecho Civil en las Universidades de La Laguna, Oviedo, Zaragoza y Complutense de Madrid. Asimismo, fue diputado al Congreso entre 1982 y 1985,[18] y diputado del Parlamento Europeo entre 1985 y 1994.[19]